# Психоделични рок
Психоделични рок је врста рок музике која је настала 1960-их година у САД и била најпопуларнија до 1970-их. Ова музика је покушај дочаравања искуства измењене свести, изазваног психоделичним дрогама, поготово ЛСД-ом.
Психоделични рок је мост од блуз рока ка прогресивном року и хеви металу. Настао је током 1960-их међу гаражним и фолк рок бендовима у Британији и САД. Од инструмената, изражени су електрична и акустична гитара, клавијатура, бас и бубњеви. Такође се користе и неки незападни музички инструменти, попут индијског ситара.
Најзаслужније групе за настанак психоделичне музике су Џеферсон ерплејн, Пинк Флојд и Грејтфул дед, које су имале концертне наступе уз обимно коришћење светлосних, визуелних и акустичних ефеката. Првим албумом психоделичне музике може се сматрати Jefferson Airplane Takes Off који је издат 1. марта 1966. године. Нешто касније изашао је и албум Revolver групе Битлси који је знатно утицао на хипи културу, уз коју је психоделични рок био веома везан. Такође и албуми Sgt. Pepper's Lonely Hearts Club Band и Magical Mystery Tour исте групе нарочито доприносе развоју овог жанра. Међутим, први озбиљнији пробој је дошао тек са Пинк Флојдом.

## Историјат

### Настанак
Иако су музички бизнис и узимање опијата били у тесној вези и знатно прије појаве рокенрола, код многих рок музичара та веза постаје потпуно отворена. Почетком 1960-их је у САД ЛСД био легална супстанца, те је 1965. године број редовних конзумената био преко четири милиона људи, од чега више од 70% студената и ученика виших разреда средњих школа. Тако су музика, поглед на свет и мода нараштаја стасалог средином 1960-их били под снажним утицајем ЛСД-а. Чак су и поједини стилски жанрови у оквиру рокенрола претежно обликовани психоделичним дрогама.
Кен Кизи је почетком 1960-их на свом поседу покрај Сан Франциска развио праву психоделичну комуну, која је постала окупљалиште уметника, песника и музичара. Ту су организовани тзв. есид тестови, тј. окупљања ради заједничке конзумације халуциногених средстава и свирања. Сви који су хтели да учествују у есид тестовима били су обавезни да се обуку што луђе и да плате симболичан допринос у износу од једног долара, при чему је свако могао да конзумира количину халуциногених средстава колико је могао да поднесе. Они којима је ЛСД подстицао креативност имали су на располагању музичке инструменте. Свако је са тим инструментима могао радити шта је хтео, а најчешће их је употребљавала група The Warlocks, која је касније постала славна под именом Grateful Dead. Главни опскрбљивач есид-тестова дрогом Аугустус Осли Стенли III је био и својеврсни покровитељ групе Grateful Dead. За Џими Хендрикса је направио таблету Purple Haze, по којој је Хендрикс назвао једну своју песму.
Под утицајем ЛСД-а, супстанце која омогућује „да се види звук и чују боје“, музика је одмицала од првобитне једноставности и постајала све свестранија и сложенија, инкорпорирајући елементе разних музичких стилова.

### Развој
Од свог настанка психоделични рок је био везан за хипи покрет. У почетку је центар психоделичног рока била западна обала САД. На подручју Сан Франциска стварана је музика која је била веран израз антиратних и антитрадиционалистичких ставова хипи-покрета. Најпознатије су групе биле: Џеферсон Ерплејн (Jefferson Airplane), Грејтфул Дед (Grateful Dead), Big Brother and the Holding Company с певачицом Janis Joplin, Quicksilver Messenger Service, Лав (Love), Шарлатанс, Дорси (The Doors), и други.
Џеферсон Ерплејн, за који је певала певачица Грејс Слик са веома упечатљивим гласом, карактеристичне су по сексуалним алегоријама, научној фантастици и поезији која велича дроге. Имали су два велика хита 1967: „Somebody to Love“ и „White Rabbit“. У међувремену, 13th Floors Elevators испољавају мрачнију, психотичнију страну есид рока. Вођени талентованим, али својеглавим, Рокијем Ериксоном, надареним музичарем који је касније хоспитализован због душевних болести, 13th Floors Elevators су објавили четири френетична албума са бизарним звуцима.
Група Grateful Dead, била је и за критерије психоделичног доба посебна прича. Теорију о ЛСД-у као транспортном средству у нове свјетове схватили су дословније него ико други. Путовали су дрогирани, свирали дрогирани, а и њихова публика, тзв. dead headsi („мртве главе“), такође су били дрогирани. Под утицајем есида свирали су невероватно дугачке концерте, а забележено је и да су једну песму свирали осамдесет и четири минута.
Убрзо се психоделија проширила из области залива Сан Франциска на остатак земље, а затим и на Европу да би постала највећи рок феномен касних 60-их. На источној обали САД, Велвет андерграунд су били симбол популарније верзије психоделије. Они су побољшали своје звучне технике и дистанцирали су се од културе вођене „моћи цвећа“.
Већ постојећи рок бендови су такође почели са укључују психоделичне елементе у своју музику, нарочито Битлси са албумима „Revolver“ (1966), „Sgt. Pepper's Lonely Hearts Club Band“ (1967), и „Magical Mystery Tour“ (1967), а такође и Бич бојс са албумом „Pet Sounds“ (1966), и Јардбрдс са „Shapes of Things“ (1966). Ролингстонси су направили подухват на сцени са мање успјешним албумом „Their Satanic Majesties Request“ (1967), док су групе као што су Byrds стварале комерцијалнију верзију психоделије.
У Британији су пионири психоделије стварали музику која је била прожета хиром и надреализмом, мање агресивна и минималистичка у односу на америчку. Спајала је импровизацију и експериментисање са звуком да би биле створене дуже пјесме, на које је утицао и модерни џез. Употребљавани су источњачки инструменти као што је ситара.
У Лондону је Мајкл Холингсхед, по узору на Милбрук, основао Светски психоделични центар (World Psychedelic Centre) који је одмах привукао позната рок-имена: Донована, Ролинг Стоунс, Пол Макартнија, Ерик Клептона... За најистакнутије представнике британске психоделичне сцене словили су Пинк Флојди. Са визионарском маштом која се касније трагично претворила у шизофренију, Сид Барет, водећи вокал и текстописац раног Пинк Флојда, са пуно ентузијазма пратио музичко истраживање и експериментисање есид рока на првом албуму бенда, „The Piper at the Gates of Dawn“ (1967). Хипнотичан и иновативан, био је класик психоделичне ере.
У овом периоду се јавља идеја да се уз помоћ технике наизменичних светлосних снопова и филмских секвенци на позорници употпуни шоу како би посетитељи под утицајем опојних средстава имали потпунији доживљај халуцинација. Тако су музички наступи почели приређивати и светлосне ефекте, тзв. лајт шоу, па се на концерте убудуће гледало као на мултимедијални шоу. И поезија је под утицајем дрога постала тешко схватљива, пуна надреалистичких асоцијација и фантазија.

### Утицај
Иако су бендови са више од једног или два албума били ретки, утицај жанра је био огроман, потпуно је променио моду, плакате, и концерте. Такође је значајно утицао на огранке као што је хеви метал, арт рок (многи прогресивни и арт рок бендови су почели као психоделичне групе: Емерсон, Lake and Palmer from the Nice, Пинк Флојд), и спејс ејџ фанк. Штавише, утицај психоделичног рока био је очигледан у каснијим жанровима, панку, репу и трип-хопу.

## Значајни извођачи
| - 13th Floor Elevators - The Amboy Dukes - Сид Барет - The Beatles - Bubble Puppy - The Byrds - Кептан Бифхарт - Country Joe and the Fish - Крим - Дорси - The Electric Prunes - The Fugs - Грејтфул дед - The Holy Modal Rounders - Hawkwind - Џими Хендрикс | - Џеферсон ерплејн - Џетро Тал - Ајрон батерфлај - Kaleidoscope - Лав - Моби грејп - The Moody Blues - The Nice - Пинк Флојд - Прокол Харум - Quicksilver Messenger Service - The Small Faces - Степенвулф - West Coast Pop Art Experimental Band - Велвет андерграунд |